# Đại học Liverpool John Moores
Đại học Liverpool John Moores (viết tắt là LJMU) là một trường đại học nghiên cứu công lập ở thành phố Liverpool, Anh. Trường này có nguồn gốc từ Trường Nghệ thuật Cơ học Liverpool (Liverpool Mechanics' School of Arts), được thành lập vào năm 1823. Trường này sau đó được sáp nhập để trở thành Đại học Bách khoa Liverpool (Liverpool Polytechnic). Năm 1992, theo Đạo luật của Quốc hội, Đại học Bách khoa Liverpool trở thành Đại học Liverpool John Moores ngày nay. Nó được đặt theo tên của Sir John Moores, một doanh nhân và nhà từ thiện địa phương, người đã quyên góp cho các tổ chức tiền thân của trường.
Trường có 25,050 sinh viên vào năm 2019/20, trong đó 20,105 sinh viên đại học và 4,945 sinh viên sau đại học, khiến trường trở thành trường đại học lớn thứ 30 ở Vương quốc Anh tính theo tổng số sinh viên.
Đại học Liverpool John Moores là thành viên của University Alliance, NCUK và Hiệp hội đại học châu Âu.

## Lịch sử